# Robert Quimby
Pour les articles homonymes, voir Quimby.
Robert Quimby, né en 1976, est un astronome américain, titulaire d'un doctorat en astronomie de l'Université du Texas à Austin.

## Recherches
En tant que contributeur principal du relevé astronomique Texas Supernova Survey, Quimby et son équipe ont pu exploiter le télescope robotisé, relativement modeste de 18 pouces, ROTSE-IIIb, de l'observatoire McDonald situé sur le Mont Fowlkes, ainsi qu'un programme informatique conçu pour suivre les supernovae. 
En 2005, Quimby découvre SN 2005ap, et décrit lors de cette occasion l'explosion la plus brillante jamais enregistrée. Quimby mesure l'explosion à 100 milliards de fois la luminosité du Soleil, à une distance de 4,7 milliards d'années-lumière.
À titre de comparaison, cette supernova s'est produite 160 millions d'années avant la formation de la Terre. Quimby poursuit ses recherches au California Institute of Technology à Pasadena, en Californie.
En 2010, il est lauréat du Robert J. Trumpler Award.
De 1994 à 1995, Quimby joue du trombone avec le groupe de punk-ska Reel Big Fish.